# Micadina
Micadina is een geslacht van Phasmatodea uit de familie Diapheromeridae. De wetenschappelijke naam van dit geslacht is voor het eerst geldig gepubliceerd in 1908 door Redtenbacher.

## Soorten
Het geslacht Micadina omvat de volgende soorten:
- Micadina bilobata Liu & Cai, 1994
- Micadina brachyptera Liu & Cai, 1994
- Micadina brevioperculina Bi, 1992
- Micadina cheni Ho, 2012
- Micadina conifera Chen & He, 1997
- Micadina difficilis Günther, 1940
- Micadina fagi Ichikawa & Okada, 2008
- Micadina fujianensis Liu & Cai, 1994
- Micadina involuta Günther, 1940
- Micadina phluctainoides (Rehn, 1904)
- Micadina sonani Shiraki, 1935
- Micadina yasumatsui Shiraki, 1935
- Micadina yingdensis Chen & He, 1992
- Micadina zhejiangensis Chen & He, 1995